# Белмекен (хижа)
Вижте пояснителната страница за други значения на Белмекен.
Хижа Белмекен е туристическа хижа в Рила планина. Разположена е в североизточните части на планината до Равничалското езеро, северно от връх Равни чал.
Хижата е построена в края на 1932 година по проект на архитектите Генчо Скордев и Елена Варакаджиева, а е осветена през месец септември 1933 в присъствието на повече от 1000 души общественици и туристи. Повечето средства за строежа са дарени от Константин Панайодов, на чието име първоначално е кръстена хижата. Стопанисва от костенецкото дружество „Равни чал“.